# 上肩肉

猪的美式切法

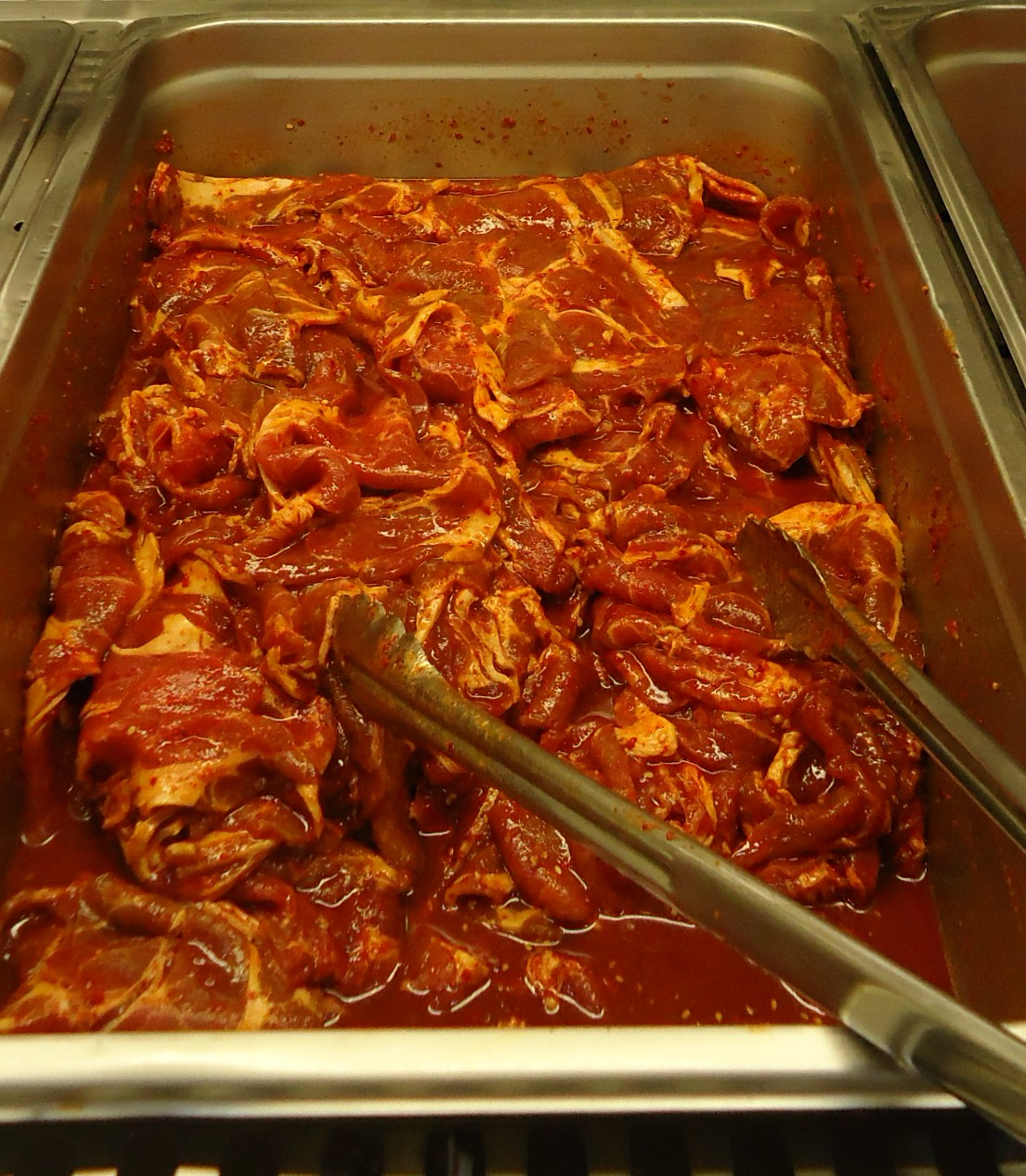
腌制过的叉燒肉切片

上肩肉、叉燒肉（Pork Shoulder Butt）、脢頭（俗寫梅頭）、梅花肉（Pork Collar Butt）指猪后背靠头，肩前端的腿肉。梅花肉在普通叉燒肉的前端，肥肉与瘦肉的分布更为均匀。

## 外部連結
- 六大豬肉常見部位介紹 （页面存档备份，存于）